# Zamek w Polskiej Cerekwi
 Zamek w Polskiej Cerekwi – zabytkowy zamek w miejscowości Polska Cerekiew. Zamek jest częścią zespołu zamkowego wybudowanego w 1617 oku, przebudowanego w XIX w., w skład którego wchodzi jeszcze zabytkowy park i budynek bramny.

## Opis
W XIV lub XV wieku na miejscu dzisiejszego obiektu istniał zamek lub dwór obronny należący do Kotulińskich herbu Kopacz z Kotulina. Pozostałości gotyckiego zamku zachowały się w dolnych partiach południowo-wschodniej części pałacu. Od XVI wieku własność rodu Oppersdorff, który w latach 1562–1563 poddał go przebudowie. W 1617 roku Fryderyk III von Oppersdorff przebudował gotycki zamek na pałac w stylu późnorensansowym, mający formę trójskrzydłowego założenia na planie litery U otaczającego niewielki dziedziniec. Elewację główną flankowały dwie ośmioboczne wieże zwieńczone hełmami. Na elewacjach zachowały się fragmenty renesansowej dekoracji sgraffitowej z ok. 1617 roku. Z widoku ze sztambucha Heinricha Primmera wynika, że długi budynek przy bramie prowadzącej na teren rezydencji posiadał dach ozdobiony attyką, a w jego narożu znajdowała się okrągła baszta. Zamek otoczony był fosą, której ślady zachowały się do dzisiaj. 
W 1644 roku pałac objął Melchior Ferdynand de Gaschin w konsekwencji czego rodzina Gaschin (początkowo piszących się jako Gaszyńscy z Wierzchlasu herbu Berszten II) była właścicielami zamek przez prawie 200 lat. W XVIII wieku dziedziniec zamku zadaszono i zamieniono na główną reprezentacyjną salę. Rodzina Gaschin w 1823 roku sprzedała dobra w Polskiej Cerkwi rodzinie Seherr-Thoss. Od 1884 roku zamek należał do morawskiego szlachcica Eloi (Eberharda) von Matuschka z Topolczan, który w 1894 roku przeprowadził remont obiektu, zmieniając kształt dachu na mansardowy, dobudowując neorenesansowy portal, nową klatkę schodową i portyk od ogrodu. Zamek został spalony na początku 1945 roku. W 1971 roku inż. Stanisław Wojdon z PP PKZ Wrocław wykonał projekt, w wyniku którego obiekt został zabezpieczony poprzez m.in. zbudowanie betonowego wieńca, przemurowania murów i zadaszenie. Zatrzymało to jego destrukcję i pozwoliło zabezpieczyć przed dalszym niszczeniem.
W 2005 roku zamek przejęła Gmina Polska Cerekiew, która po przygotowaniach i wykonaniu projektu, przeprowadziła w 2014 roku m.in. rekonstrukcję hełmów, szczytów i dachów. Po remoncie parter przeznaczono na cele społeczno-kulturalne. W zamku działa gminna biblioteka, lokalna grupa działania Stowarzyszenie Euro-Country, a jedno z pomieszczeń pełni funkcję sali ślubów.      

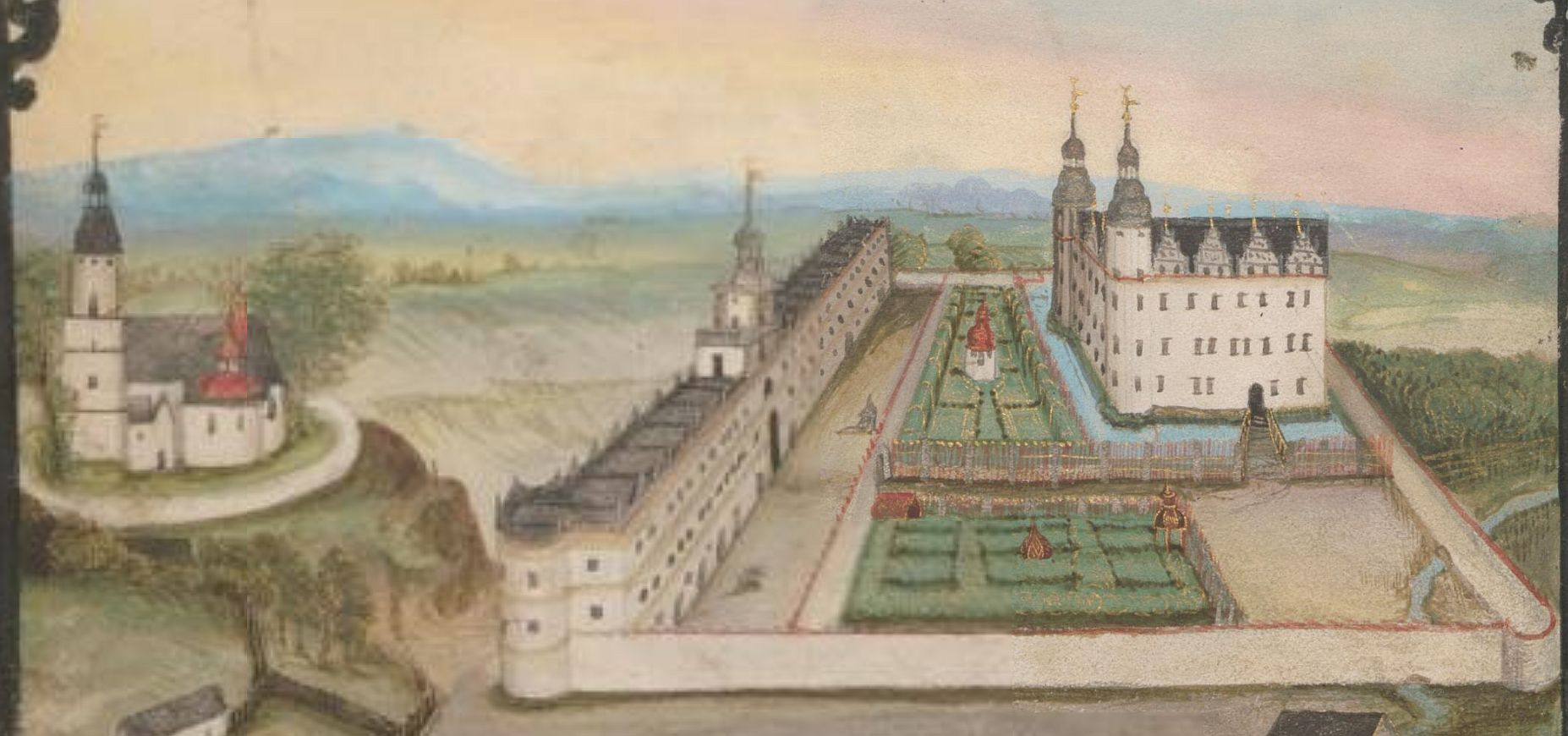
Zamek około 1650 w sztambuchu H. Primmera
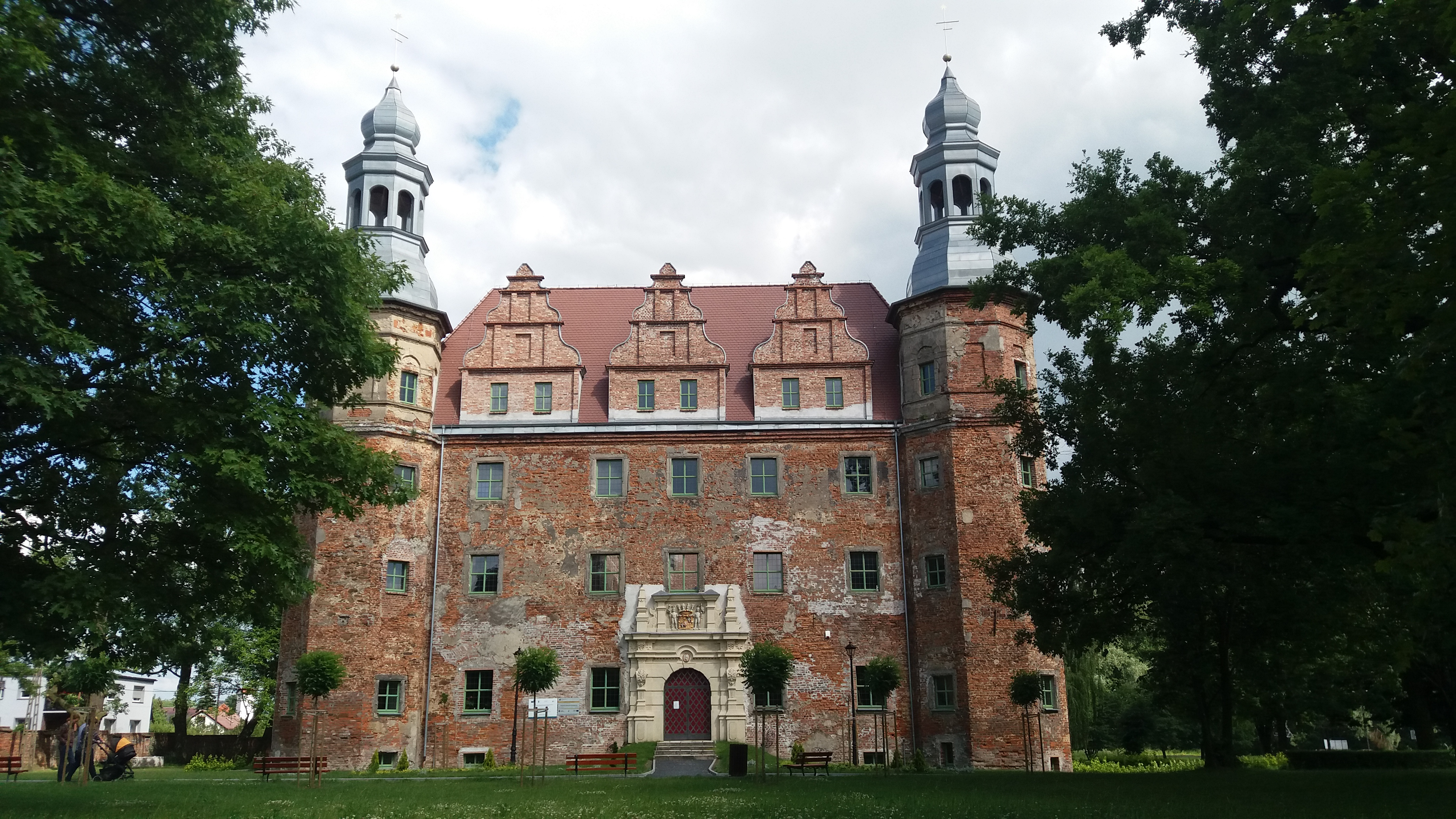
Elewacja główna
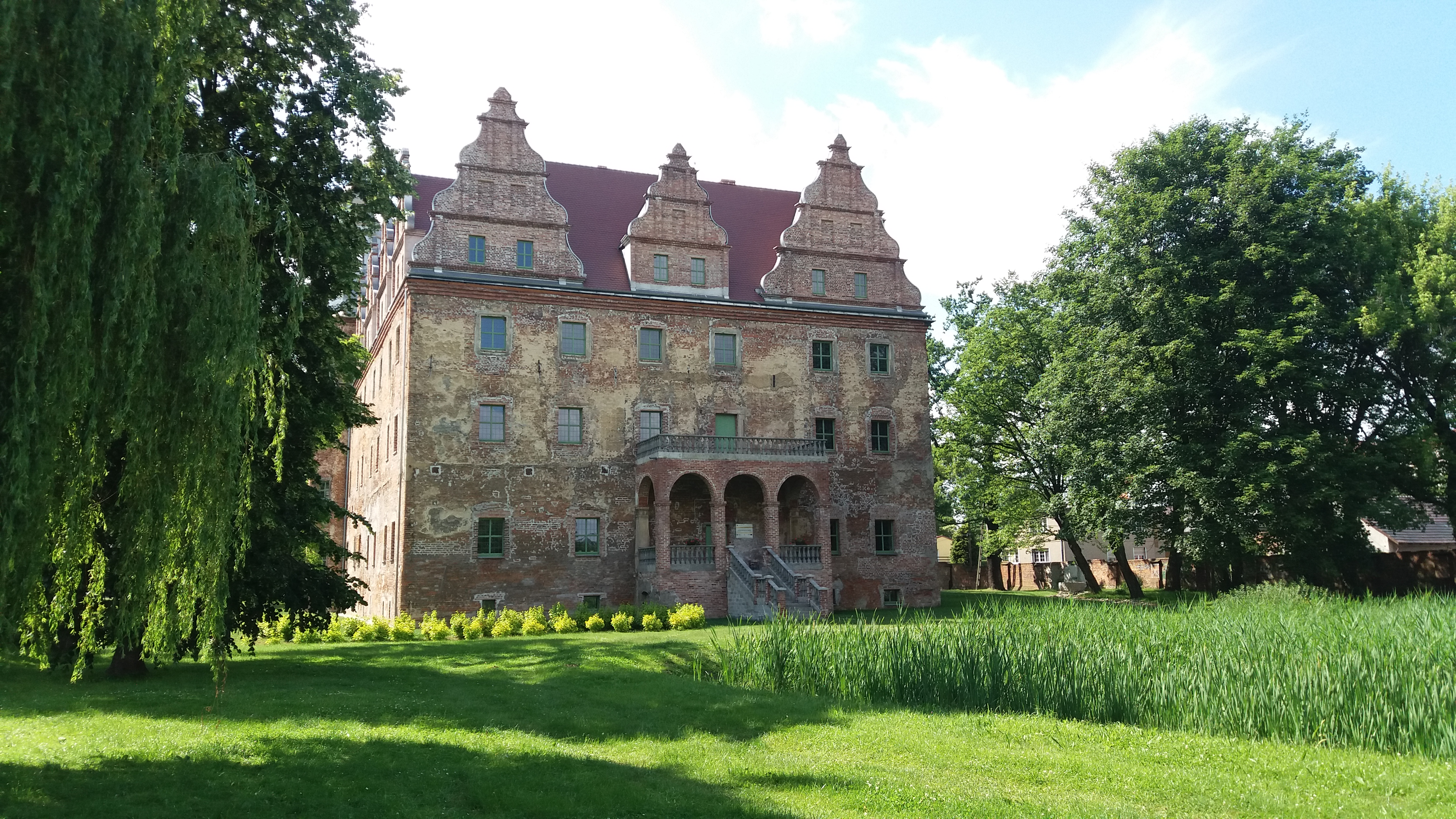
Elewacja ogrodowa
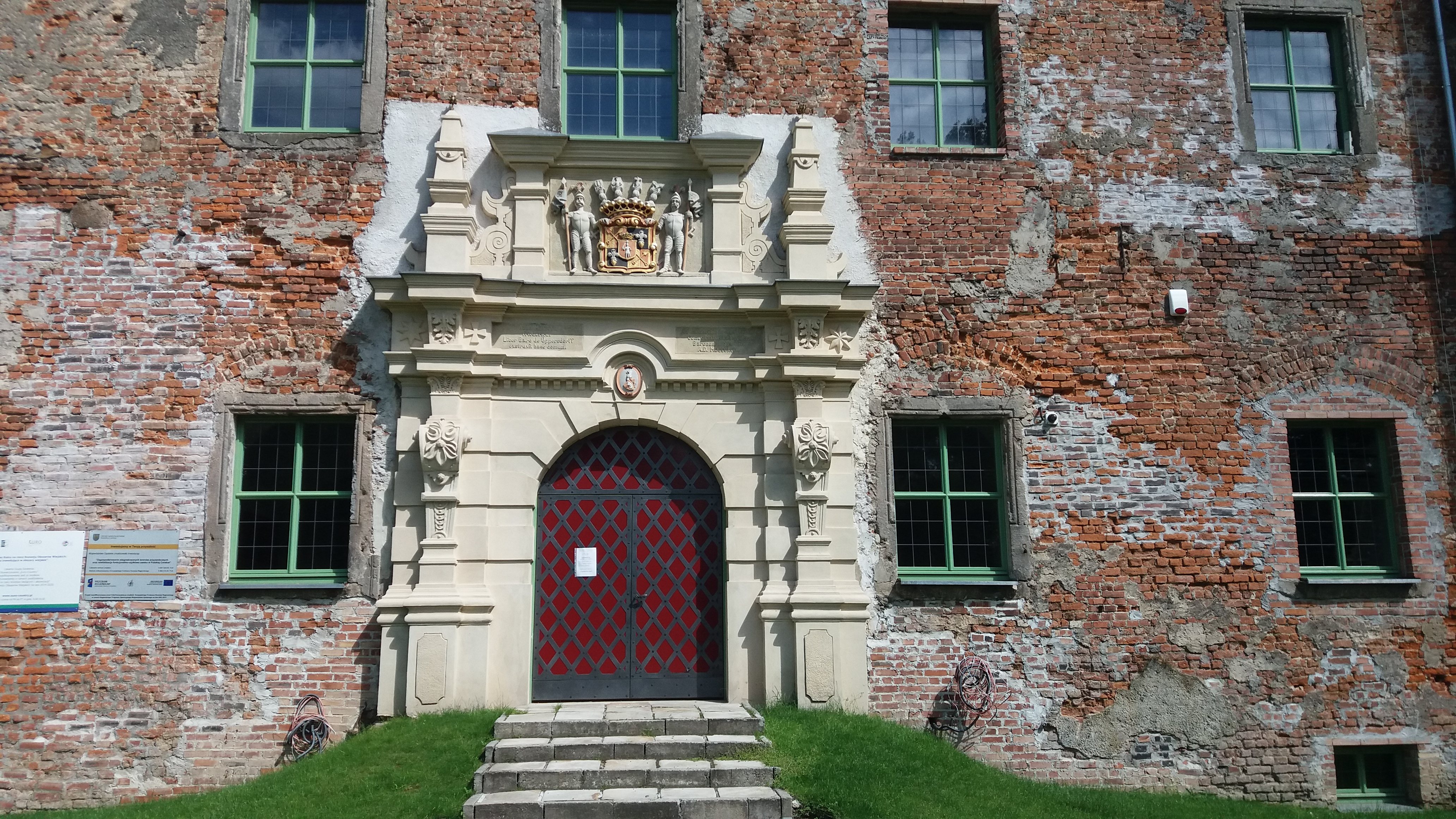
Neorenesansowy portal z końca XIX w.
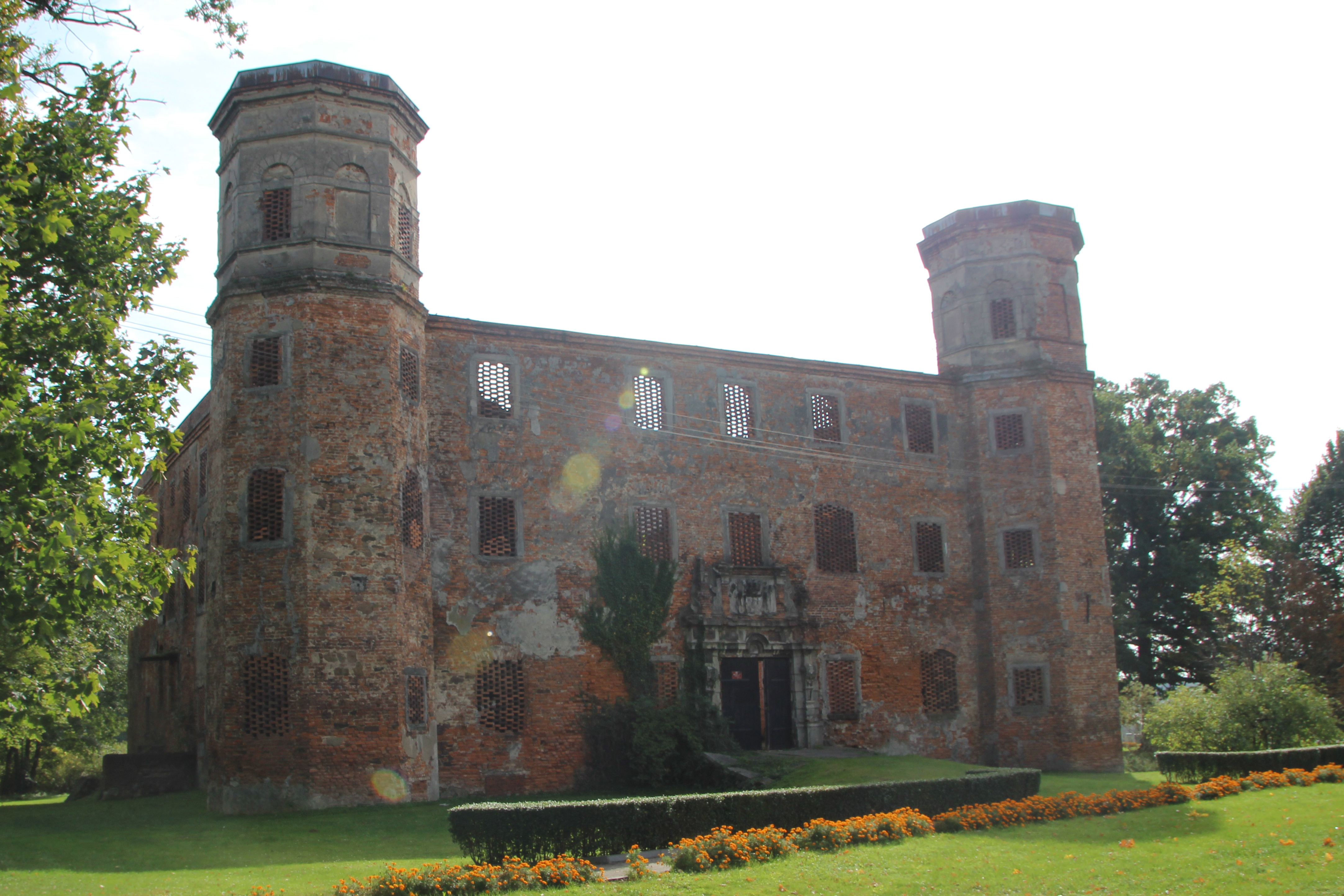
Zamek przed odbudową
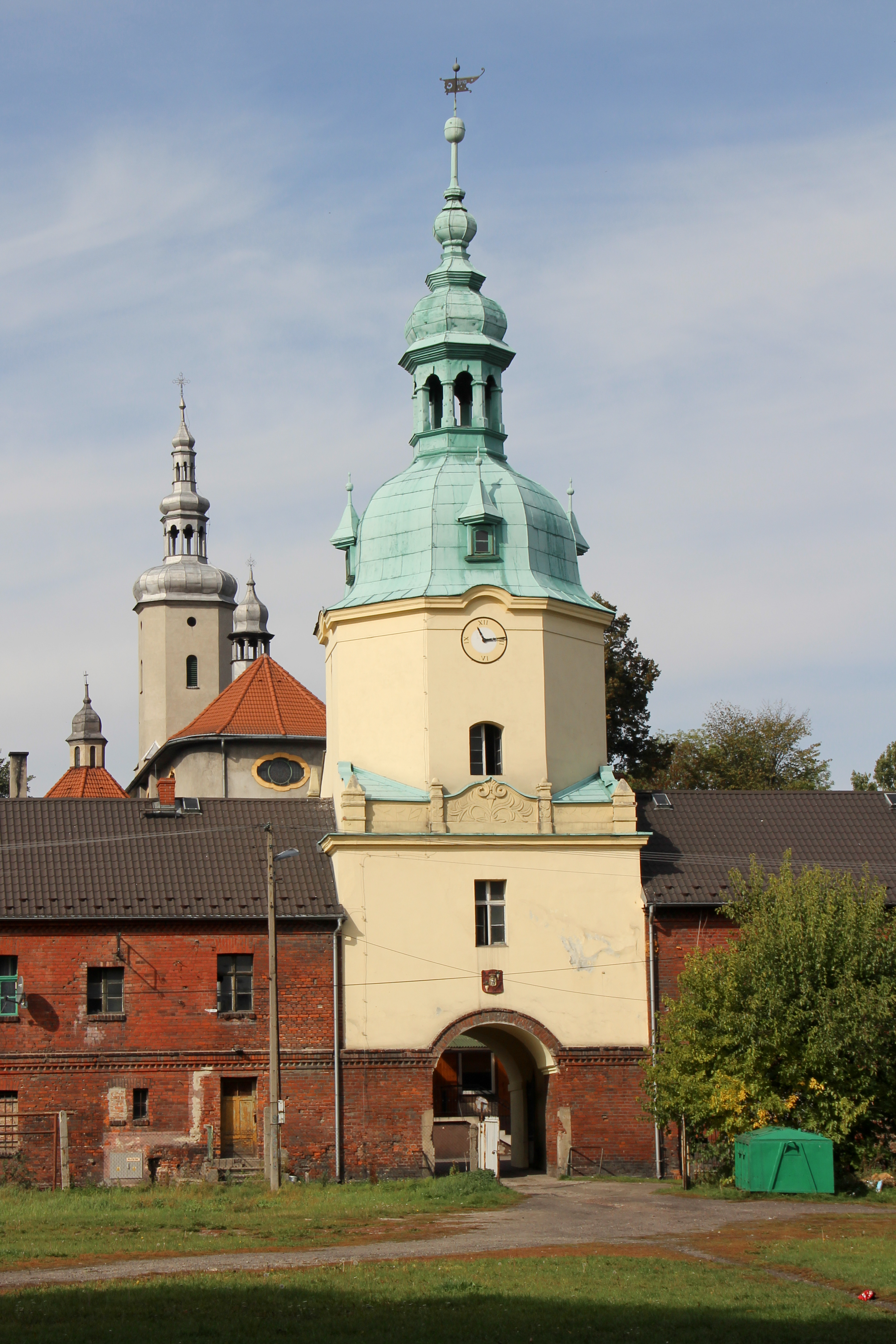
Brama z XVII w.
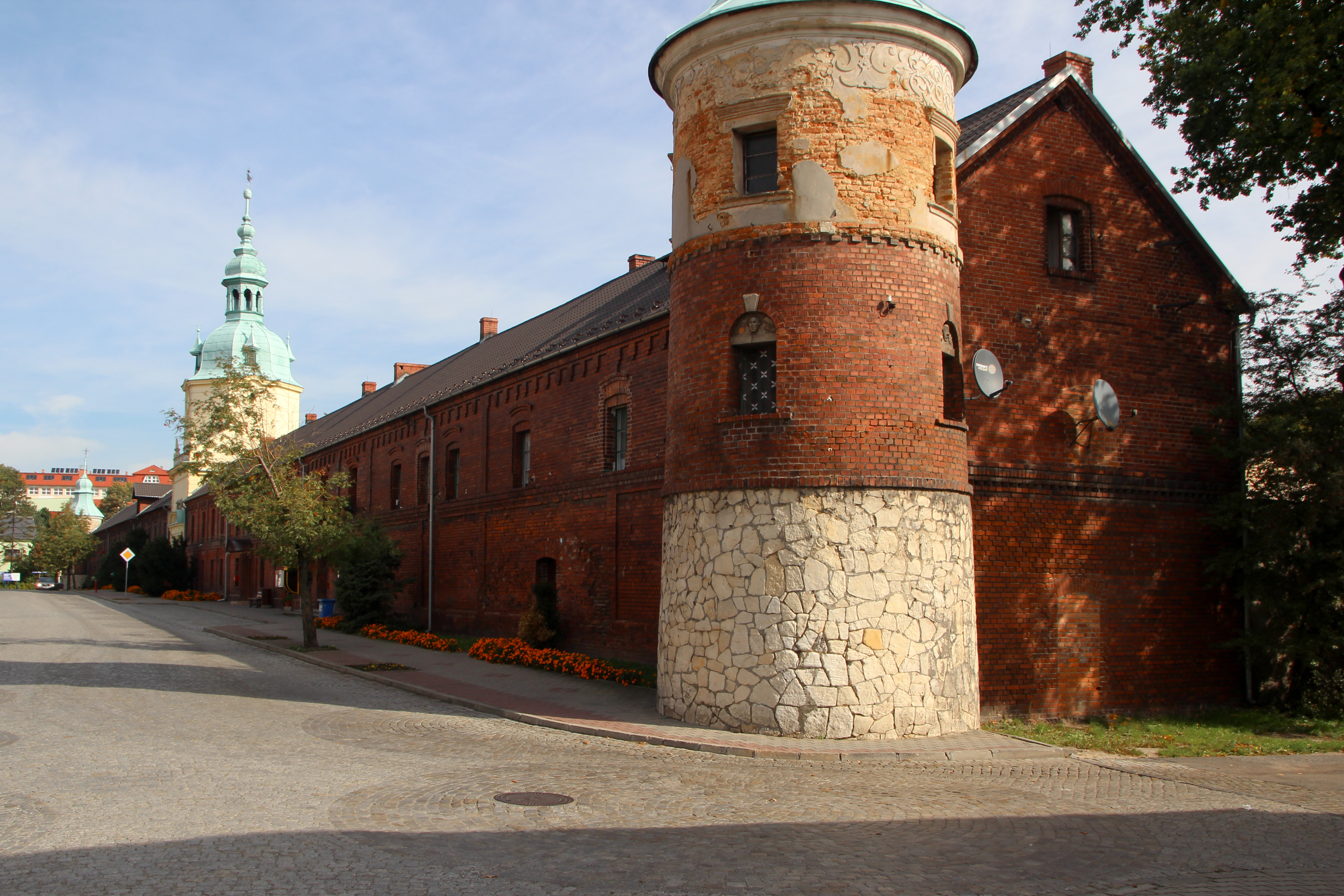
Budynek bramny

## Portal
Od frontu zamku znajduje się neorenesansowy portal zwieńczony frontonem zawierającym kartusz z herbem rodziny Matuschka oraz poniżej fryz z dwoma sentencjami w języku łac. :
- Anno MDCXVII Friedericus Liber Baro de Oppersdorff exstruxit hande domum (W roku 1617 Fryderyk wolny baron Oppersdorff wzniósł ten dom)
- Ad memoriam formam Eberhardus Comes Matuchka -Toppolczan, Baronum de Spaeffgen A.D. MDCCCXCIV. (Pamięci Eberharda hrabiego Matuchki-Toppolczana, barona Spaeffgen roku pańskiego 1894)[10].

W agrafie umieszczono medalion z herbem rodziny Oppersdoff nad półkolistym otworem wejściowym.

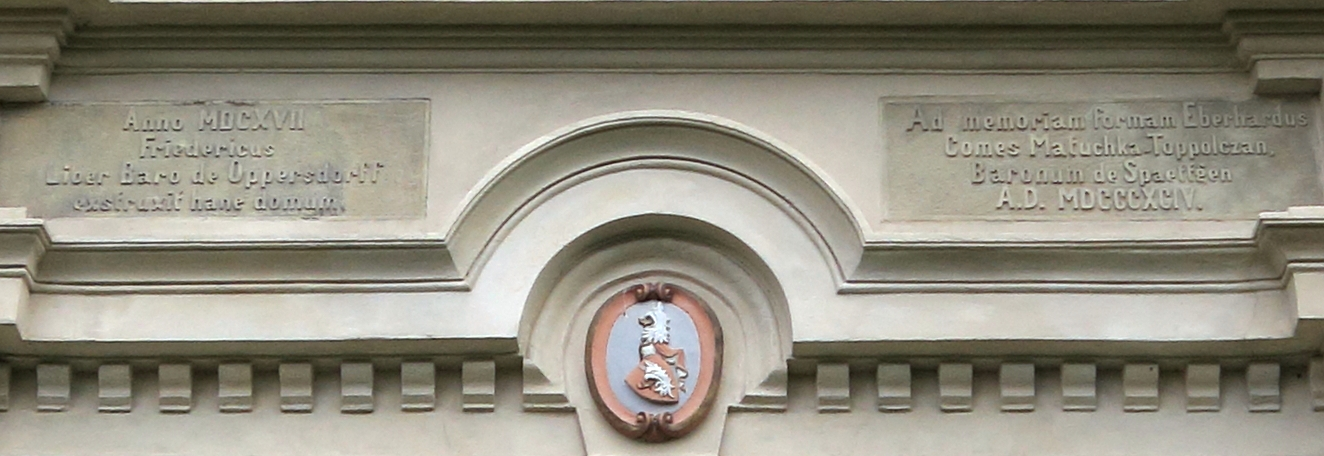
Agrafa z herbem Oppersdoff
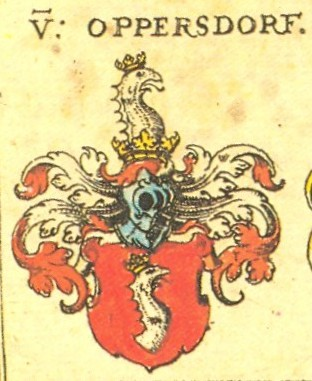
Herb Oppersdoff
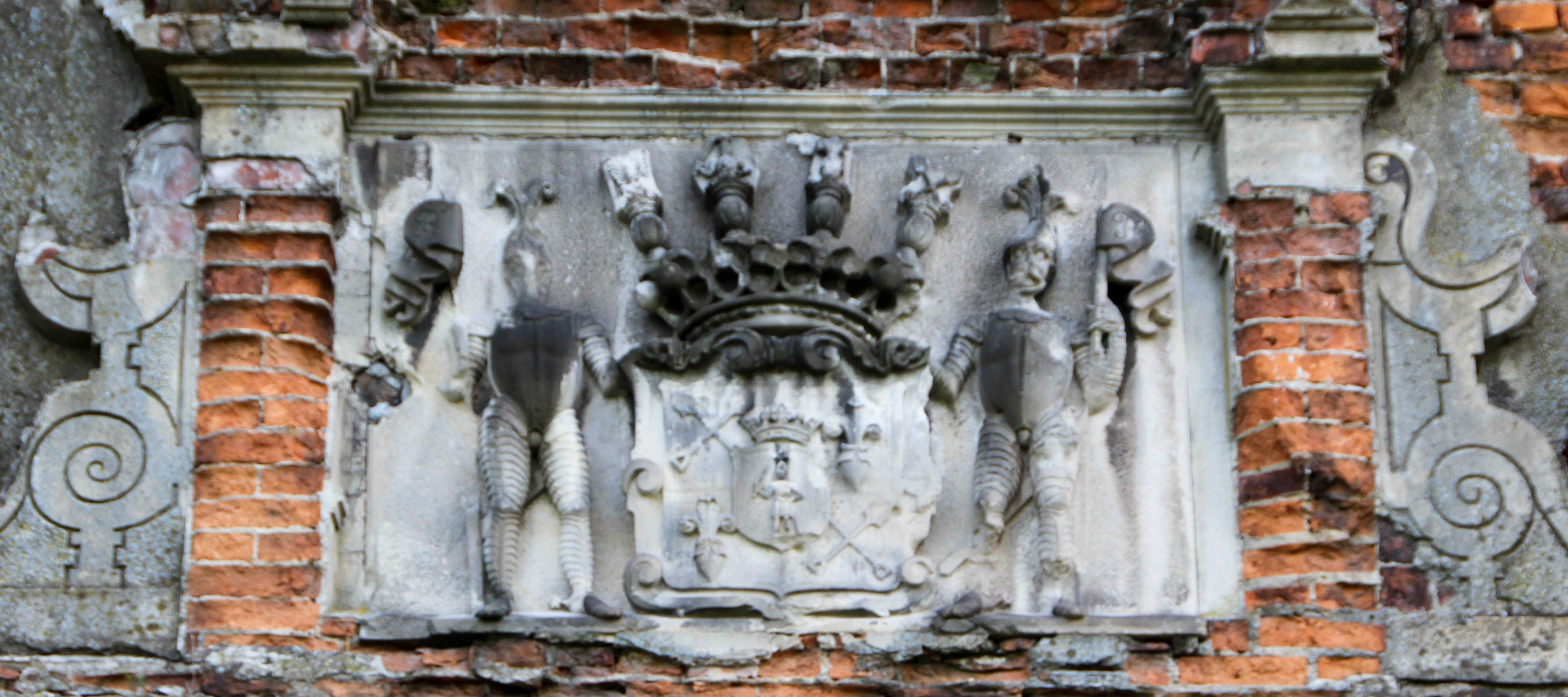
Fronton z XIX wieku z herbem Matuschka
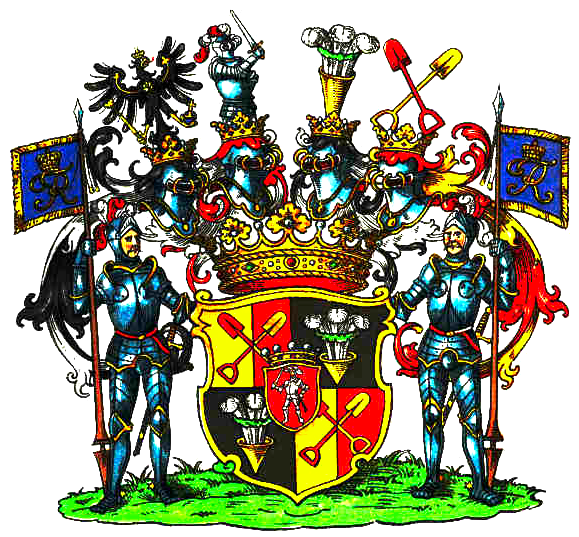
Herb Matuschka
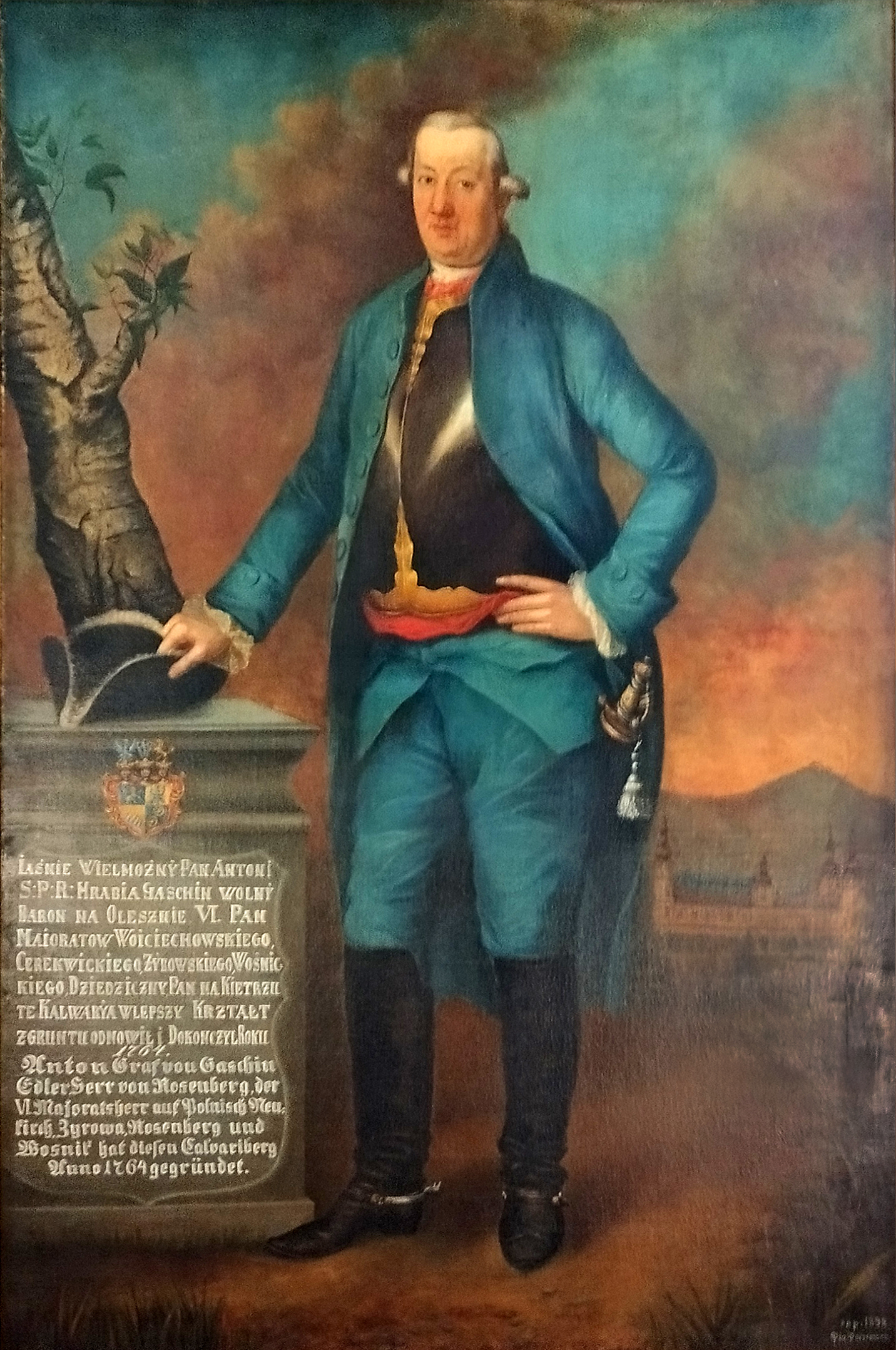
Antoni von Gaschin